# Christina Stürmer

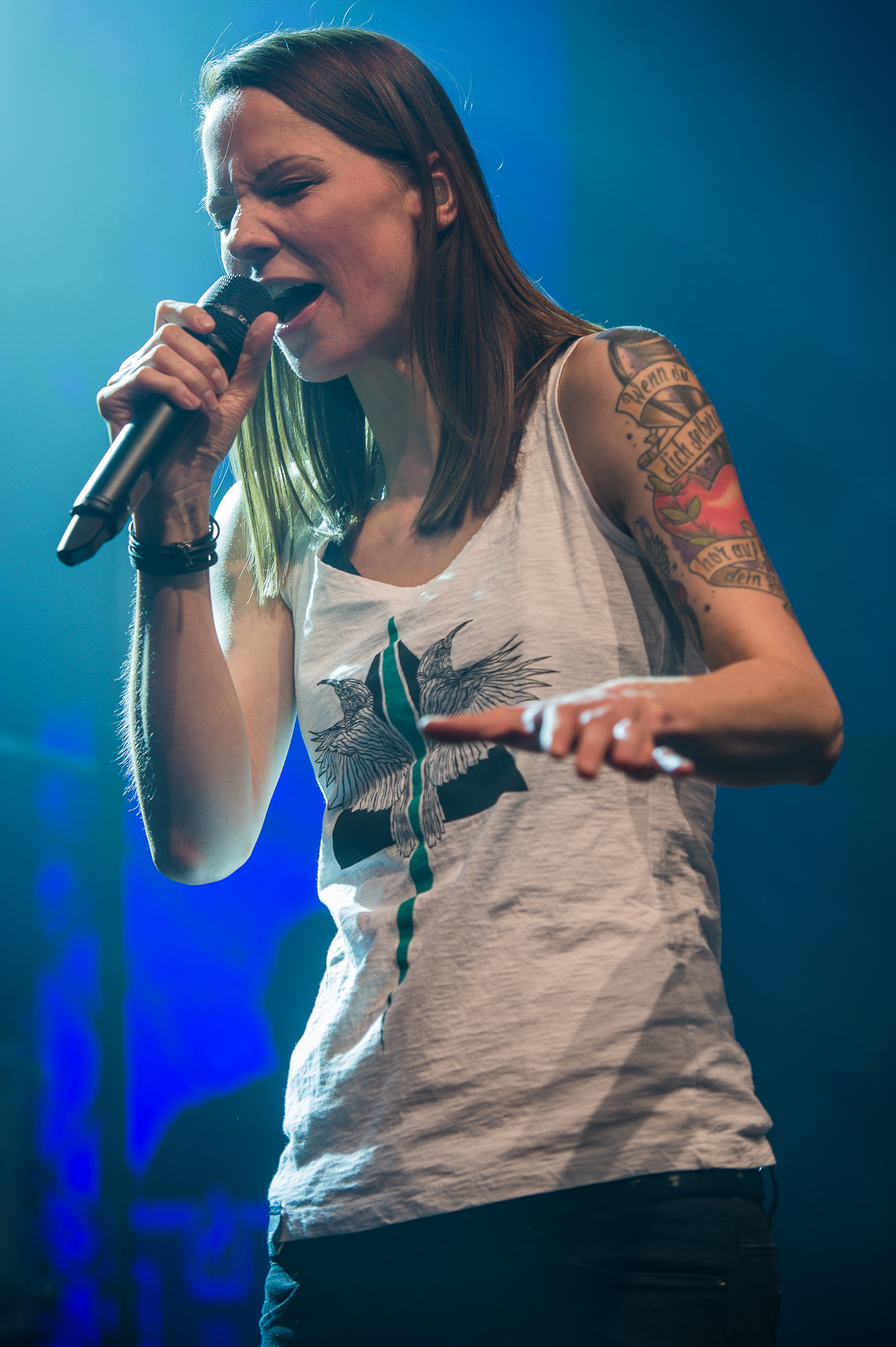
Christina Stürmer (2017)

Christina Stürmer (* 9 de Junho de 1982 em Altenberg bei Linz, Oberösterreich) é uma cantora austríaca.
Após trabalhar em uma livraria em Linz e cantar em várias bandas, ela alcançou o 2º lugar no Starmania, um programa austríaco de seleção de novos talentos. Sua primeira música foi Ich Lebe, publicada em 2003, que acabou obtendo muito sucesso na Áustria e foi sucedida por várias outras músicas no topo das paradas.
Em 2004 a música Vorbei alcançou o top 100 alemão, e em abril de 2005 uma nova versão de Ich Lebe foi produzida especialmente para o mercado alemão. A música alcançou altas posições na Alemanha, Suíça e Itália, deixando Christina muito bem conhecida nos países que falam alemão. 2006 foi seu ano de maior sucesso. Ela vendeu mais de 400.000 cópias na Áustria, Alemanha, Suíça e no Tirol (província italiana).

## Discografia

### Álbuns
| Ano  | Título                          | Posição  | Posição | Posição |
| Ano  | Título                          | Alemanha | Áustria | Suíça   |
| ---- | ------------------------------- | -------- | ------- | ------- |
| 2003 | "Freier Fall"                   | -        | #1      | -       |
| 2004 | "Soll das wirklich alles sein?" | -        | #1      | -       |
| 2005 | "Wirklich Alles!"               | -        | #3      | -       |
| 2005 | "Schwarz Weiss"                 | #3       | -       | #12     |
| 2006 | "Lebe Lauter"                   | #1       | #1      | #6      |
| 2008 | "laut-Los"                      | #1       | #9      | #13     |
| 2009 | "In dieser Stadt"               | #1       | #6      | #8      |
| 2010 | "Nahaufnahme"                   | #2       | #7      | #12     |
| 2013 | "Ich hör auf mein Herz"         | #1       | #4      | #20     |
| 2015 | "Gestern. Heute."               | #6       | #8      | #35     |
| 2016 | "Seite an Seite"                | #2       | #1      | #12     |
| 2018 | "Überall zu Hause"              | #1       | #7      | #21     |
| 2024 | "MTV Unplugged in Wien"         | -        | #1      | -       |

### Singles
Áustria & Itália:
- Ich Lebe
- Geh nicht wenn du kommst
- Mama (ana Ahabak)
- Vorbei
- Bus durch London
- Weißt du wohin wir gehen
- Liebt sie dich so wie ich
- Ich Lebe (2005)
- Engel fliegen einsam
- Nie Genug

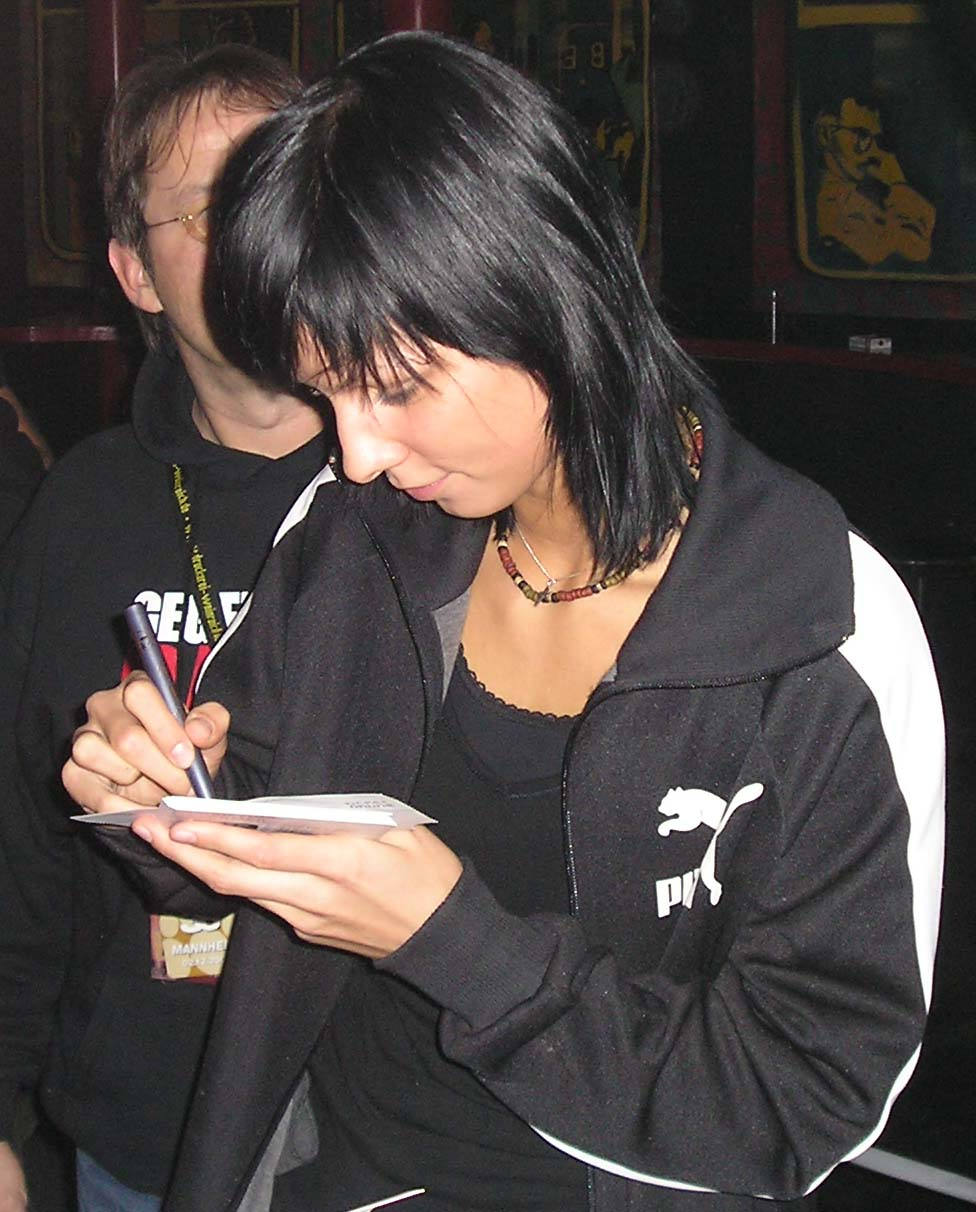
Christina Stürmer

- Um bei dir zu sein / An Sommertagen
- Ohne dich

Alemanha & Suíça
- 2004: Vorbei
- 2005: Ich Lebe (2005)
- 2005: Engel fliegen einsam
- 2005: Mama (Ana Ahabak)
- 2006: Immer an euch geglaubt
- 2006: Nie Genug
- 2006: Ohne dich
- 2007: Scherbenmeer
- 2007: Augenblick am Tag
- 2007: Mitten unterm Jahr
- 2008: Träume leben ewig
- 2008: Fieber
- 2008: Ist mir egal
- 2009: In dieser Stadt
- 2009: Mehr als perfekt
- 2010: Wir leben den Moment
- 2010: Wenn die Welt untergeht
- 2013: Millionen Lichter
- 2013: Ich hör auf mein Herz

| Year | Title                             | AUS | ALE | SUI | Álbum                         |
| ---- | --------------------------------- | --- | --- | --- | ----------------------------- |
| 2003 | Ich lebe                          | 1   | 3   | 21  | Freier Fall \| Schwarz-Weiß   |
| 2003 | Geh nicht, wenn du kommst         | 5   | -   | -   | Freier Fall                   |
| 2003 | Alles und mehr                    | 2   | -   | -   | Starmania \| Starmania Songs  |
| 2003 | Mama (Ana Ahabak)                 | 1   | 11  | 33  | Freier Fall \| Schwarz-Weiß   |
| 2004 | Vorbei                            | 1   | 83  | -   | Soll das wirklich alles sein? |
| 2004 | Bus durch London                  | 5   | -   | -   | Soll das wirklich alles sein? |
| 2004 | Weißt du wohin wir gehen          | 8   | -   | -   | Soll das wirklich alles sein? |
| 2005 | Liebt sie dich so wie ich?        | 7   | -   | -   | Soll das wirklich alles sein? |
| 2005 | Engel fliegen einsam              | 10  | 16  | -   | Schwarz-Weiß                  |
| 2006 | Immer an euch geglaubt            | -   | 46  | -   | Schwarz-Weiß                  |
| 2006 | Nie Genug                         | 1   | 15  | 35  | Lebe Lauter                   |
| 2006 | Um bei dir zu sein/An Sommertagen | 1   | -   | -   | Lebe Lauter                   |
| 2006 | Ohne Dich                         | -   | -   | -   | Lebe Lauter                   |
| 2007 | Scherbenmeer                      | 6   | 16  | 77  | Lebe Lauter                   |
| 2007 | Augenblick am Tag                 | 29  | -   | -'  | Lebe Lauter                   |
| 2007 | Mitten unterm Jahr                | 4   | -   | -   | Lebe Lauter                   |
| 2008 | Träume leben ewig                 | 10  | 40  | -   | laut-Los                      |
| 2008 | Fieber                            | 6   | 11  | 92  | laut-Los                      |
| 2009 | Ist mir egal                      | 8   | 28  | -   | In dieser Stadt               |
| 2009 | Mehr als perfekt                  | 23  | 99  | -   | In dieser Stadt               |
| 2010 | Wir leben sen Moment              | 10  | 30  | 52  | Nahaufnahme                   |
| 2010 | Wenn die Welt untergeht           | 73  | -   | -   | Nahaufnahme                   |
| 2013 | Miliionen Lichter                 | -   | -   | -   | Ich hör auf mein Herz         |
| 2013 | Ich hör auf mein Herz             | -   | -   | -   | Ich hör auf mein Herz         |
| 2015 | Was wirklich bleibt               | 10  | 26  | 40  | Gestern. Heute.               |
| 2016 | Seite an Seite                    | 9   | 46  | -   | Seite an Seite                |
| 2016 | Ein Teil von mir                  | -   | -   | -   | Seite an Seite                |
| 2017 | Du fehlst hier                    | -   | -   | -   | Seite an Seite                |
| 2018 | In ein paar Jahren                | -   | -   | -   | Überall zu Hause              |